# SN 2007lh
SN 2007lh – supernowa typu Ia odkryta 22 września 2007 roku w galaktyce A010852+0111. W momencie odkrycia miała maksymalną jasność 22,30m.